# Ampelocissus compositifolia
Ampelocissus compositifolia là một loài thực vật hai lá mầm trong họ Nho. Loài này được (M.A.Lawson) Planch. miêu tả khoa học đầu tiên năm 1887.